# Corymica brunnea
Corymica brunnea là một loài bướm đêm trong họ Geometridae.